# 패엽사
패엽사(貝葉寺)는 황해남도 신천군에 있는 사찰이다.
구월산 자락에 위치하며 북쪽으로는 남포시, 동쪽으로는 예성강을 경계로 개성시와 접한다. 조선민주주의인민공화국의 국보로 지정된 문화재이다. 일제강점기에 성불사와 함께 황해도 지역의 31본산 중 하나였으며, 황해도 서부 지역의 사찰을 관할하는 큰 절이었다.
신라 시대에 법심이 창건했다는 설과 구업대사가 창건했다는 두 가지 설이 전한다. 구업대사가 창건했을 때는 한산사(寒山寺)로 불리다가, 신라 애장왕 4년에 한 승려가 서역에 다녀오면서 가져온 패엽경을 봉안하여 패엽사로 개칭하게 되었다는 이야기가 있다. 고려 시대에 이색이 고려 태조의 원당이 되게 하는 등 크게 중흥했다. 조선 세종 때 대화재로 소실되었다가 여러 차례에 걸쳐 중건했다.
일제 강점기까지 칠성각과 청풍루, 한산전, 5층석탑, 부도군 등이 남아있었으나 한국 전쟁을 거치며 중심 건물은 소실된 것으로 알려졌다.

## 같이 보기
- 구월산

## 참고자료
- 궁인창 (2004년 10월 30일). “사진으로 보는 불교100년 / 황해도 패엽사”. 만불신문. 2008년 5월 2일에 확인함.[깨진 링크(과거 내용 찾기)]